# Paradiso in Re
Paradiso in Re è il primo album in studio di Maria Carta, pubblicato nel 1971 dalla RCA Italiana.
È una raccolta di canti tradizionali sardi e del repertorio del Cantu a chiterra. Nel disco l'artista è accompagnata da Aldo Cabizza alla chitarra e Peppino Pippia alla fisarmonica.

## Tracce

### Lato A
1. Canto in re - (Cantu in re) 2:00
2. Disisperada - (Disisperada) 2:00
3. Ballo sardo - ()
4. Sa Corsicana - (Corsicana canto in lingua gallurese) 3:20

### Lato B
1. Muttos De Amore  - (mutu in logudorese))  3:39
2. Si Bemolle - (Si bemolle in logudorese), 3:33
3. Nuoresa - (Canto a sa Nuoresa, logudorese), 3:02
4. Attitu - (Canto funebre in logudorese), 2:11
5. Trallallera - (Trallallera in gallurese), 2:54